# Johann Christian Hendel
Johann Christian Hendel (* 7. Mai 1742 in Halle (Saale); † 7. Oktober 1823 ebenda) war ein deutscher Schriftsteller, Buchdrucker und Verleger.

## Leben
Johann Christian Hendel wurde als Sohn seines gleichnamigen Vaters Johann Christian Hendel (* 1692; † 8. Juni 1757 in Halle), Buchhändler und Buchdrucker, geboren. Sein Vater hatte bei einem Buchdrucker namens Johann Jacob Krebs († 1716) seine Lehre erhalten und dessen Witwe Gertraud († 8. Oktober 1739), geb. Krüger aus Rathenow, 1717 geheiratet. 1740 heiratete er in zweiter Ehe. Seine Mutter starb 1782 im Alter von 76 Jahren.
Er besuchte das lutherische Stadtgymnasium in Halle, bis sein Vater verstarb. Weil er seinen Vater bereits im Alter von acht Jahren zur Leipziger Buchmesse begleitete, entschloss er sich zu einer Lehre als Buchdrucker bei Johann Justinus Gebauer in Halle und arbeitete anschließend in den Buchdruckereien von König und Kunst in Berlin.
Nach Beendigung des Siebenjährigen Krieges kehrte er 1763 nach Halle zurück und übernahm die väterliche Buchdruckerei, die bis dahin von seiner Mutter mit Hilfe seines Stiefbruders Johann Philipp Krebs weitergeführt worden war. Nach seiner Scheidung gab er im darauffolgenden Jahr das Geschäft an seine Mutter zurück und begab sich nach Kassel, Marburg und Frankfurt am Main, dort arbeitete er bei Heinrich Ludwig Brönner (1702–1769) und dann nach Leipzig, wo er in der Buchdruckerei von Wilhelm Gottlob Sommer tätig war und arabische und hebräische Werke setzte.
1768 kehrte er erneut nach Halle zurück und gründete einen eigenen Verlag und legte eine Musikalien- und Notendruckerei an. 
Nach der Auflösung der beiden städtischen Gymnasien in Halle erwarb er das Schulgebäude des vorher bereits von ihm besuchten lutherischen Gymnasiums und baute es zu einem Wohnhaus um. Dieses Haus wurde nach der Völkerschlacht bei Leipzig zu einem Lazarett für russische Soldaten genutzt und in dieser Zeit versorgte er, gemeinsam mit zwei seiner Töchter, die verletzten Soldaten. Aufgrund der dort herrschenden Krankheiten verstarben seine Töchter innerhalb von acht Tagen. Weil das Haus abgerissen werden sollte, verkaufte er es später unter dessen Wert für 800 Taler.
Neben der Buchdruckerei war er auch im schriftstellerischen Bereich tätig und beschäftigte sich mit Geschichte und Naturkunde.
Als er starb, hatte er 530 Werke, unter anderem diverse Dissertationen, verlegt und besaß eine Sammlung von Wappen- und Siegelabdrücken sowie Kupferstiche und Landkarten. Ein nicht unbedeutendes Mineralienkabinett verkaufte er noch vor seinem Tod.
Johann Christian Hendel heiratete am 3. Oktober 1763 die Tochter des Leipziger Kaufmanns Johann Friedrich Albrecht; kurz darauf wurde die Ehe allerdings wieder geschieden.
1770 heiratete er in zweiter Ehe die Tochter des Amtmanns Kästner aus Giebichenstein; gemeinsam hatten sie sechs Söhne und sechs Töchter. Allerdings waren von diesen, als er starb, lediglich noch sein Sohn Johann Friedrich Gottlob Hendel, der Nachfolger seines Geschäftes wurde und eine Tochter, die Witwe eines Predigers war, am Leben. Seine zweite Ehefrau war bereits am 15. Juli 1795 verstorben. Der Verlag wurde später von seinem Enkel Otto Hendel (1820–1898) als Otto-Hendel-Verlag weitergeführt. 1918 kaufte Hermann Hillger aus Berlin den Verlag, der 1938 im Hermann-Hillger-Verlag aufging.

## Mitgliedschaften
- 1810 wurde er zum korrespondierenden Mitglied der Kameralistisch-Ökonomischen Sozietät[2] in Erlangen ernannt, zugleich war er auch Bibliothekar der Gesellschaft
- Er war seit 1802 Mitglied der Naturforschenden Gesellschaft in Halle und hielt dort auch Vorlesungen.
- Weiterhin war er Mitglied der Gesellschaft für angewandte Naturwissenschaften in Halle.
- Er war Mitglied der hallischen Schützengesellschaft.

## Druckwerke (Auswahl)
- Girolamo Lunadoro; Andreas Tosi; Philipp Ernst Bertram; Johann Christian Hendel: Der gegenwärtige Staat des Päbstlichen Hofes. Halle 1771.
- Ludwig Gottfried Madihn; Georg Samuel Madihn; Johann Christian Hendel: Lvdovici Godofredi Madihn Commentatio De Ivre Testandi Prodigis Frvstra Vindicato Optimo Fratri Georgio Samveli Madihn Ivris Antecessori In Academia Reg. Frid. Natales Svos Celebranti Oblata D. XXIV. Dec. MDCCLXXI. Halae Litteris Hendelianis 1771.
- Georg Ludwig Oeder; Georg Johann Ludwig Vogel; Johann Christian Hendel: Freye Untersuchungen über einige Bücher des Alten Testaments vom Verfasser der christlich freyen Untersuchung über die so genannte Offenbarung Johannis. Halle 1771.
- Friedrich Wilhelm Mascho; Johann Christian Hendel: Ausführlicher Unterricht, daß ein Gott vorhanden ist für die nachdenkende Jugend aufgesetzt.  Halle 1772.
- Friedrich Wilhelm Mascho; Johann Christian Hendel: Gedanken von der Verbesserung der deutschen Schulen, besonders auf dem Lande. Halle 1774.
- Johann Christlieb Kemme; Johann Christian Hendel: Von der Heiterkeit des Geistes bey einigen Sterbenden Eine Abhandlung aus den Hallischen Anzeigen. Halle, Saale 1774.
- Ludwig Gottfried Madihn; Johann Christian Hendel: Ludovici Godofredi Madihn opusculum I. vicissitudines substitutionis exemplaris eiusque veram indolem continens. Halae ad Salam: Hendel, 1775.
- Michel de Montaigne; Johann Christian Hendel: Reisen durch die Schweiz, Deutschland und Italien. In den Jahren 1580 und 1581. Halle 1777.
- Johann Christoph Krause; Johann Christian Hendel: Lehrbuch der Geschichte des dreyssigjährigen teutschen Krieges und Westphälischen Friedens. Halle 1782.
- Ludwig Christoph Heinrich Hölty; Adam Friedrich Geisler; Johann Christian Hendel: Christ. Lud. Heinr. Höltys sämtlich hinterlaßne Gedichte, nebst einiger Nachricht aus des Dichters Leben. Halle. Band 1 (1782). Band 2 (1783).
- Neue litterarische Nachrichten für Ärzte, Wundärzte und Naturforscher, aufs Jahr 1785 und 1786. Halle, 1786.
- Konrad Dietrich Franz Lehmann, Johann Christian Hendel: Beyträge zur Untersuchung der Alterthümer aus einigen bey Welbsleben vorgefundenen heidnischen Überbleibseln. Halle 1789.
- Christoph Weidlich; Johann Christian Hendel: Vollständiges Verzeichniss aller auf der Königl. Preussi. Friedrichs Universität zu Halle seit ihrer Stiftung bis auf den heutigen Tag herausgekommener juristischen Disputationen und Programmen, mit litterarischen Anmerkungen. Nebst beygefügter Succession aller Rechtsgelehrten dieser berühmten Universität, und deren kurzgefasste Biographien. Halle 1789.
- J. P. C. Rüder; Johann Christian Hendel: Versuch einer Beschreibung der seit einigen Jahrhunderten geprägten Nothmünzen. Halle 1791.
- Johann David Büchling; Johann Christian Hendel: Handbuch der vaterländischen Geschichte. Halle 1793.

## Schriften (Auswahl)
- Archiv für deutsche Schützengesellschaften, oder Versuch einer historischen Beschreibung aller ehemaligen und jetzt üblichen Wehr- und Waffenarten. Halle 1801.
- Versuch einer Geschichte der hallischen Schützencompagnie, seit ihrem Entstehen bis auf jetzige Zeit. Halle 1801
- Kurze Beschreibung und Geschichte des Hallischen Salzwerkes und dessen jetzigen Betriebes. Halle 1801.
- Hallisches Addreß Verzeichniß aller jetzt lebenden und in öffentlichen Aemtern stehenden geistlichen und weltlichen Personen auf das Jahr 1804. Halle 1805.
- Historische Beschreibung des hohen Petersberges im Saalkreise und des auf demselben ehedem berühmten Augustinerklosters, nach seiner vorigen und jetzigen Beschaffenheit. Halle 1808.
- Angabe zu einem neuverbesserten Gewehr- oder Flintenschloß. Halle 1808.
- Anleitung zur Kenntniß der Edelsteine und Perlen. Ein Handbuch für Juweliere und Steinschneider. Nebst einer Beschreibung des sächsischen Kunstschatzes oder grünen Gewölbes in Dresden. Halle 1816
- Kurze Anweisung zur Wappenkenntniß, für angehende Heraldiker und solche Liebhaber, welche adeliche Siegelabdrücke oder dergleichen Kupferstiche sammeln. Halle 1817.
- Chronik vom Giebichenstein, Ludwig dem Springer, Halle und der Umgegend, nach ihren ältern und neuern Begebenheiten chronologisch entworfen. Zur Würdigung alter und neuer Zeit, mit Anmerkungen. Halle 1818.